# Henry William Watson
Pour les articles homonymes, voir Henry Watson et Watson.
Henry William Watson (né le 25 février 1827, Marylebone, Londres, mort le 11 janvier 1903 à Berkswell) est un mathématicien anglais, auteur de nombreux ouvrages mathématiques.

## Biographie
Il est né à Marylebone en Angleterre, c'est le fils de Thomas Watson, R.N., et de Eleanor Mary Kingston.
Il a étudié au King's College de Londres et au Trinity College (Cambridge). Il devient en 1881 membre de la Royal Society. En 1875, il a introduit avec Francis Galton les processus de Galton-Watson.

## Publications
- (en) Francis Galton, « The mathematical theory of electricity and magnetism (Volume 1: electrostatics) », Oxford, Clarendon press,‎ 1885–1889 (lire en ligne)
- (en) Francis Galton, « The mathematical theory of electricity and magnetism (Volume 2: magnetism & electrodynamics) », Oxford, Clarendon press,‎ 1885–1889 (lire en ligne)
- (en) Francis Galton, « A treatise on the application of generalised coordinates to the kinetics of a material system », Oxford, Clarendon press,‎ 1879 (lire en ligne)
- (en) Francis Galton, « A treatise on the kinetic theory of gases », Oxford, Clarendon press,‎ 1893 (lire en ligne)